# Blue Sky (華原朋美の曲)
「Blue Sky」（ブルー・スカイ）は、日本の女性歌手、華原朋美の17枚目のシングル。

## 背景
表題曲は、8か月前に発売されたアルバム『One Fine Day』からのシングルカット。本人が無期限休養中であるカナダ留学中に発売されたため、後のコンサートツアーでの歌唱以外の、テレビでの歌唱は現在のところなく、プロモーションビデオも作成されていない。

## 音楽性
表題曲は、フジテレビ系連続ドラマ（東海テレビ制作）『女同士』の主題歌に使用された。本人曰く、失恋して悲しくて涙が止まらない時にふと見上げた青空に励まされたという実体験を詩にしている。

## 収録曲
1. Blue Sky
作詞: 華原朋美  作曲: 桑原秀明 編曲: 明石昌夫
2. Blue Sky [instrumental]
3. Blue Sky [piano version]
4. Blue Sky [orchestra version]

## 収録アルバム
Blue Sky
オリジナル・アルバム
- 「One Fine Day」

ベスト・アルバム
- 「Natural Breeze 〜KAHALA BEST 1998-2002〜」
- 「ALL TIME SINGLES BEST」

## タイアップ
| # | 楽曲名       | タイアップ                             | 出典  |
| - | ------------ | -------------------------------------- | ----- |
| 1 | 「Blue Sky」 | フジテレビ系連続ドラマ『女同士』主題歌 | [ 1 ] |